# تیکاگرلور
تیکاگرلور (انگلیسی: Ticagrelor) دارویی است که برای پیشگیری از سکته مغزی، حمله قلبی و سایر حوادث در افراد مبتلا به سندرم حاد کرونری، به معنی مشکلات خون رسانی در عروق کرونر استفاده می شود. این ماده به عنوان یک مهارکننده تجمع پلاکتی با مخالفت با گیرنده P2Y12 عمل می کند.
شایع ترین عوارض جانبی عبارتند از تنگی نفس (سختی در تنفس)، خونریزی و افزایش سطح اسید اوریک در خون.

## کاربرد پزشکی
در ایالات متحده آمریکا، تیکاگرلور برای کاهش خطر سکته مغزی در افراد مبتلا به سکته مغزی ایسکمیک حاد یا حمله ایسکمیک گذرا پرخطر نشان داده شده است.
در اتحادیه اروپا، تیکاگرلور، تجویز همزمان با اسید استیل سالیسیلیک (آسپرین)، برای پیشگیری از حوادث آتروترومبوتیک در بزرگسالان مبتلا به سندرم حاد کرونری یا سابقه انفارکتوس میوکارد و خطر بالای ابتلا به یک رویداد آتروترومبوتیک نشان داده شده است. و برای پیشگیری از حوادث آتروترومبوتیک در بزرگسالان با سابقه انفارکتوس میوکارد و خطر بالای ایجاد یک رویداد آتروترومبوتیک.

## موارد منع مصرف
موارد منع مصرف تیکاگرلور عبارتند از خونریزی فعال، افزایش خطر برادی کاردی، درمان همزمان با تیکاگرلور و مهارکننده های قوی سیتوکروم P-450 3A (CYP3A4) و نارسایی متوسط یا شدید کبدی به دلیل خطر افزایش مواجهه با تیکاگرلور.

## عوارض جانبی
عوارض جانبی رایج عبارتند از افزایش خطر خونریزی (که ممکن است شدید باشد) و تنگی نفس (تنگی نفس).
همچنین برادی کاردی و واکنش های آلرژیک پوستی مانند بثورات پوستی و خارش در کمتر از 1 درصد از افرادی که تیکاگرلور مصرف می کنند دیده شده است.

## تداخلات دارویی
مهارکننده های آنزیم کبدی CYP3A4، مانند کتوکونازول و احتمالاً آب گریپ فروت، سطح پلاسمایی تیکاگرلور را افزایش می دهند و در نتیجه می توانند منجر به خونریزی و سایر عوارض جانبی شوند. تیکاگرلور یک مهارکننده ضعیف CYP3A4 است و به دلیل افزایش غلظت داروهای متابولیزه شده CYP3A4 شناخته شده است. با این حال، بعید است که این تداخل از نظر بالینی برای آتورواستاتین و سیمواستاتین در دوزهای توصیه شده قابل توجه باشد. القاء کننده های CYP3A4، برای مثال ریفامپیسین و احتمالاً خار مریم، می توانند اثربخشی تیکاگرلور را کاهش دهند. هیچ مدرکی دال بر تداخلات از طریق CYP2C9 وجود ندارد.
این دارو همچنین P-glycoprotein (P-gp) را مهار می کند که منجر به افزایش سطح پلاسمایی دیگوکسین، سیکلوسپورین و سایر سوبستراهای P-gp می شود. سطوح تیکاگرلور و متابولیت فعال تیکاگرلور که توسط O-deethylation تشکیل شده است به طور قابل توجهی تحت تأثیر مهارکننده های P-gp قرار نمی گیرند.

## مکانیسم عمل

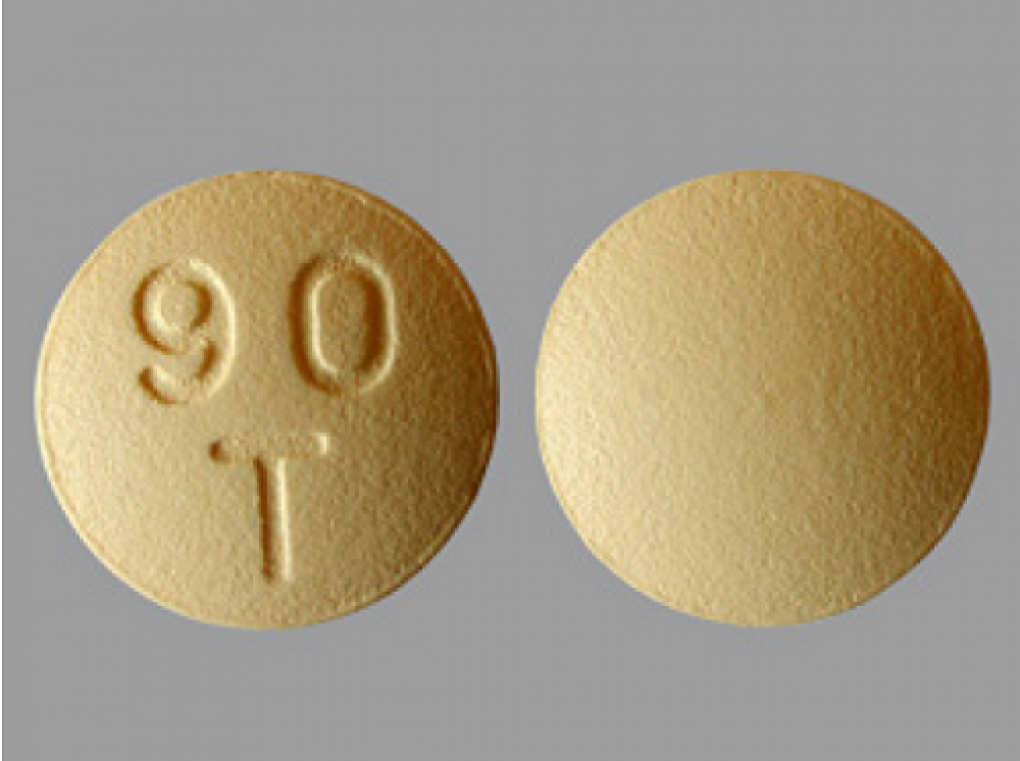
قرص ۹۰ میلی گرمی تیکارگرلور(بریلینتا)

مانند تیانوپیریدین های پراسوگرل، کلوپیدوگرل و تیکلوپیدین، تیکاگرلور گیرنده های آدنوزین دی فسفات (ADP) زیرگروه P2Y12 را مسدود می کند. برخلاف سایر داروهای ضد پلاکتی، تیکاگرلور دارای یک محل اتصال متفاوت از ADP است که آن را به یک آنتاگونیست آلوستریک تبدیل می کند و انسداد برگشت پذیر است. افزون بر این، دارو نیازی به فعال سازی کبدی ندارد، که ممکن است برای افراد دارای انواع ژنتیکی در رابطه با آنزیم CYP2C19 بهتر عمل کند (اگرچه مشخص نیست که آیا کلوپیدوگرل به طور قابل توجهی تحت تأثیر چنین گونه هایی قرار می گیرد یا خیر).